# Eleições estaduais de Berlim Ocidental em 1971
As eleições estaduais de Berlim Ocidental em 1971 foram realizadas a 14 de Março e, serviram para eleger os 138 deputados para o parlamento estadual.
O Partido Social-Democrata da Alemanha manteve-se como o maior partido, ao obter 50,4% dos votos e 73 deputados, preservando a maioria absoluta parlamentar.
A União Democrata-Cristã aproximou-se dos social-democratas, conquistando 38,2% dos votos e 54 deputados.
Por fim, o Partido Democrático Liberal obteve uma subida ligeira em relação a 1967, conseguindo 8,4% dos votos e 11 deputados.
Após as eleições, o SPD continuou a governar sozinho.

## Resultados Oficiais
| Partido                 | Partido                             | Votos     | %     | +/-   | Deputados | +/-     |
| ----------------------- | ----------------------------------- | --------- | ----- | ----- | --------- | ------- |
|                         | Partido Social-Democrata            | 730 240   | 50,40 | 6,47  | 73 / 138  | 8       |
|                         | União Democrata-Cristã              | 553 422   | 38,19 | 5,30  | 54 / 138  | 7       |
|                         | Partido Democrático Liberal         | 122 310   | 8,44  | 1,31  | 11 / 138  | 2       |
|                         | Partido Socialista Unificado        | 33 845    | 2,34  | 0,29  | 0 / 138   | Estável |
|                         | Sociedade dos Alemães Independentes | 9 136     | 0,63  | 0,43  | 0 / 138   | Estável |
| Votos Inválidos         | Votos Inválidos                     | 20 680    |       |       |           |         |
| Total                   | Total                               | 1 469 633 | 100   |       | 138 / 138 | 1       |
| Eleitorado/Participação | Eleitorado/Participação             | 1 652 916 | 88,91 | 2,69  |           |         |
| Fonte                   | Fonte                               | [ 1 ]     | [ 1 ] | [ 1 ] | [ 1 ]     | [ 1 ]   |